# Remember the Name
Remember the Name – singel zespołu Fort Minor, promujący album The Rising Tied.

## Konstrukcja utworu
Według Mike’a Shinody utwór „przełamuje naukę muzyki” za pomocą refrenu, mówiącego o potrzebie zrobienia kariery w biznesie muzycznym oraz osiągnięcia sławy i uznania, o czym mówi tytuł.
Wersy są rapowane w trzeciej osobie, tak więc każdy raper mówi o sobie z punktu widzenia kogoś postronnego. W utworze znajdują się również odwołania do wcześniejszej kariery Mike’a Shinody i Styles of Beyond.

## Przecieki
20 sierpnia 2005 roku, tak więc kilka miesięcy przed oficjalną premierą albumu The Rising Tied, utwór znalazł się w internecie, i zdobył pozytywne recenzje od społeczności hiphopowej. Miał być także pierwszym singlem promującym album The Rising Tied, ale ostatecznie singlem tym został utwór „Petrified”.

## Odbiór
Utwór szybko stał się hymnem sportowym, granym na wielu stadionach w Stanach Zjednoczonych. National Basketball Association użyła go podczas NBA Playoffs w latach 2006 oraz 2007, a także podczas National Basketball Association Draft w roku 2008. Utwór pojawił się także w grze komputerowej firmy EA Sports, NBA Live 06. Utwór „Remember the Name” był użyty w roku 2006, podczas Big East Men's Basketball Tournament, w tym samym roku był używany przed grami drużyny baseballowej Arizona Diamondbacks, a rok później przed grami Cleveland Indians.
Utwór ten pojawił się również w reklamie nagród Grammy w roku 2008 i zwiastunie filmu Fighting.

## Notowania na listach przebojów
| Lista                          | Najwyższa pozycja |
| ------------------------------ | ----------------- |
| Billboard Hot 100              | 66                |
| Top 40 Mainstream              | 38                |
| Pop 100                        | 42                |
| Bubbling Under Hot 100 Singles | 2                 |
| Hot Digital Songs              | 30                |